# Ходзьо Токійорі
Ходзьо Токійорі (яп. 北条時頼, ほうじょう ときより; 29 червня 1227 — 24 грудня 1263) — японський самурайський військовик періоду Камакури. Голова роду Ходзьо. Обіймав посаду сіккена (фактичного володаря Японії) у 1246–1256 роках. Відомий середньовічний реформатор та правник.

## Життєпис
Походив з роду Ходзьо. Син Ходзьо Токіюдзі, губернатора провінції Вакаса, та Мацусіти Цен'ні. У 3 роки (в 1230 році) втратив батька. У 1231 році опинився під опікою діда Ходзьо Ясутокі. У 1237 році відбулася церемонія його повноліття. У 1241 році став учасником конфлікту з кланом Міура.
У 1245 році оголошується спадкоємцем посади сіккена. У 1246 році, після смерті Ходзьо Цунетокі, стає сіккеном. У тому ж році Токійорі запобіг заколоту, що організував його родич — Наґое Міцутокі в союзі з колишнім сьоґуном Фудзівара но Йоріцуне. 
У 1247 році у битві Ходжі за підтримку роду Адачі знищив другий за могутністю клан в країні — Міура, що намагався повернути владу клану Мінамото, усунувши таким чином небезпечного конкурента в боротьбі за владу. 500 членів клану міура вчинило самогубство. Після цього скоротив кількість васалів (гокенів) в Кіото, чим ще більш посилив свою владу, та позиції серед самураїв. У 1249 році впровадив правову систему Хікіцуке (Високий двір) для більш швидкого і більш справедливого розгляду справ. 
У 1252 році змінив на посаді сьоґуна Фудзівара-но Йоріцуґу на принца Мунетаки. З того ж року вперше став розв'язувати державні питання у власній резиденції, а не на Раді сьогунату (Хьоджьо).
Ходзьо Токійорі також прагнув до зміцнення «освіченого правління». Він вивчав старовинні китайські теорії з управління державою, а його родич Санетака став засновником відомої бібліотеки «Канадзава бунке». У своєму прагненні до справедливого правління Токійорі дійшов до того, що інкогніто подорожував країною, щоб особисто побачити життя простого народу. Сам будучи вкрай невибагливим у житлі та їжі, він прагнув зробити життя, особливо в Камакурі, якомога більш аскетичною і праведною. Значні зусилля спрямовувалися на підтримання громадського порядку, чистоти і збереження морального обличчя містян. Була не в пошані розкіш, заборонено продаж саке. За поведінкою самураїв здійснювався найсуворіший нагляд.
У 1256 залишив посаду сіккена, ставши буддійським ченцем. побудувавшихрам Саймьодзі в Камакурі на місці свого літнього маєтку. Владу було передано дядькові Ходзьо Наґатокі, але родинний титул токусо було передено сину Токійорі — Ходзьо Токімуне. Втім Токійорі зберіг вплив на державну політику, що засвідчено участю у щорічній церемонії при сьоґуні 1257 року. Велику увагу приділяв він і встановленню нормальних відносин з імператорським двором, направляючи в Кіото спеціальні дипломатичні місії. Був відомим противником грошового обігу, тому наказав виготовити відому на тепер статую великого Будди в Камакурі, використовуючи при литті значну кількість мідних монет, зібраних по всій країні ченцями-добровольцями.
Прагнення до економії і буддійського стилю життя змусило Токійорі обмежити і зовнішню торгівлю допуском до Японії лише 5 китайських суден на рік. До цього до Китаю відправлялося по 40-50 суден і вивозилося з материка таку кількість монет, що фінансова система династії Південна Сун опинилася під загрозою.

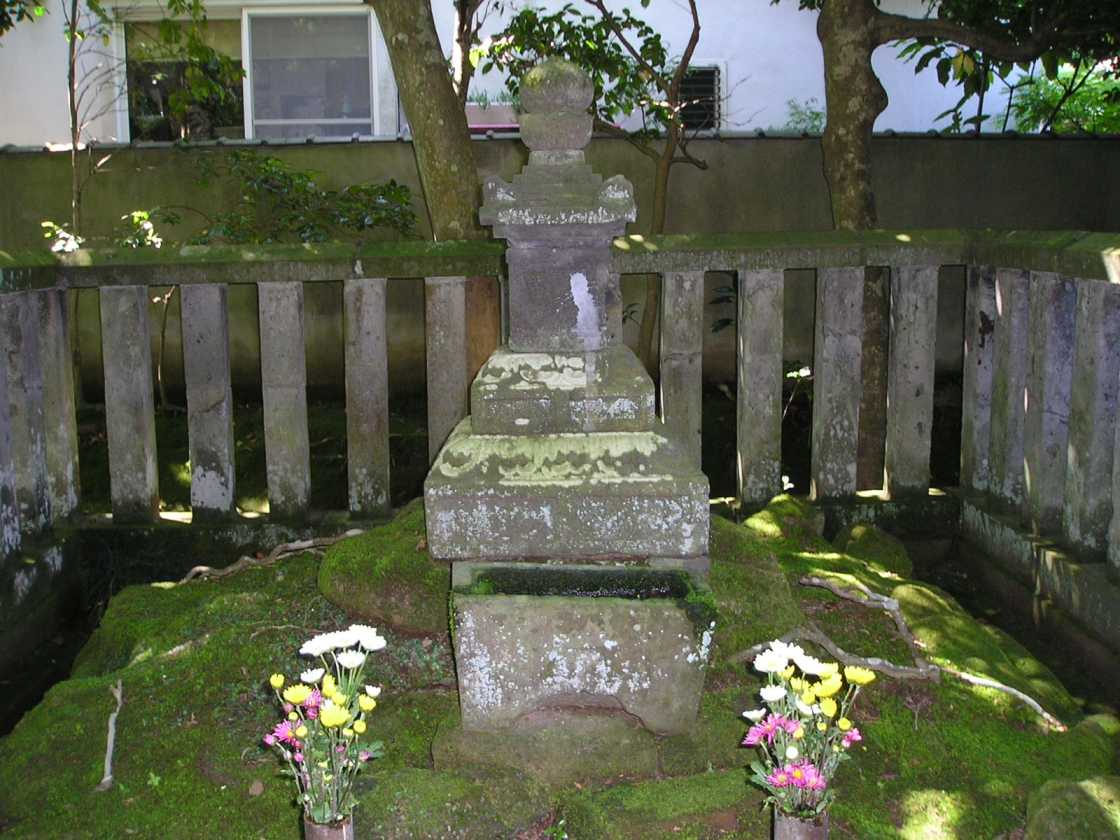
Гробниця Ходзьо Токійорі

 У 1261 році став автором нових законів, що практично забороняли полювання і обмежив лов риби. Особливо жорсткі вимоги висувалися буддійським і синтоїським ченцям. Заборонені були азартні ігри і продаж рабів. Ходзьо Токійорі намагався повернутися в управлінні країною до принципів напівлегендарних китайських імператорів-конфуціанців, але при цьому часто відривався від дійсності і не володів реальною обстановкою. Помер у 1263 році. Поховано в Саймьодзі.